# Frontline (entreprise)
Frontline est une entreprise de transport maritime d'hydrocarbure.

## Histoire
En avril 2022, Frontline et Euronav annoncent vouloir fusionner leurs activités, toutes les deux ont John Fredriksen comme actionnaire important. Le nouvel ensemble constitué reprendra le nom de Frontline, mais les actionnaires d'Euronav auront 59 % du nouvel ensemble, et le directeur d'Euronav Hugo De Stoop reprendra la direction du nouvel ensemble. En janvier 2023, le projet de fusion est abandonné.